# Пересада-Суходольский, Михаил Степанович
Михаи́л Степа́нович Переса́да (укр. Миха́йло Степа́нович Переса́да (Суходо́льський); 23 мая (4 июня) 1883, город Валки Валковского уезда Харьковской губернии — 29 июля 1938, Львов) — офицер Русской императорской армии, затем — украинский военный деятель, генерал-хорунжий Армии Украинской Народной Республики.

## Биография
Родился в городе Валки (ныне — Харьковской области, Украина) в семье сельских обывателей. Окончил Валковское реальное училище.

### Служба в Русской императорской армии
24 сентября 1903 года Михаил Степанович Пересада поступил на действительную военную службу в 201-й пехотный резервный Лебединский батальон (в Харькове), на правах вольноопределяющегося.
Во время Русско-японской войны, в июне 1904, определëн в 269-й пехотный Богодуховский полк, развернутый в Харькове из кадра 201-го пехотного резервного батальона. В августе 1904 направлен на учëбу в Чугуевское пехотное юнкерское училище, однако, не выдержав испытания, вернулся в полк. В ноябре 1904 произведëн в младшие унтер-офицеры. В русско-японской войне участия не принимал.
В ноябре 1905 года унтер-офицер 269-го пехотного Богодуховского полка Пересада был произведен в прапорщики запаса армейской пехоты с переводом в 270-й пехотный Купянский полк. 15 марта 1906 переведен в 202-й пехотный резервный Старобельский полк (Харьков), младший офицер.
В августе 1906 года командирован на учëбу в Чугуевское пехотное юнкерское училище. В августе 1909 окончил училище по 1-му разряду и выпущен подпоручиком в 1-й Варшавский крепостной батальон со старшинством с 15.06.1908.
В сентябре 1910 переведен в 150-й пехотный Таманский полк, который дислоцировался в Кобрине; младший офицер 16-й роты 4-го батальона полка. В 1912 — поручик (произведён 05.11.1912 по выслуге лет со старшинством с 15.06.1912).
В октябре 1913 зачислен в Николаевскую академию Генерального штаба, в 1914 — переведен на старший курс академии, однако в связи объявлением мобилизации и началом Первой мировой войны откомандирован в свой полк.
Участник Первой мировой войны. 
 В 1914 году принимал участие в боевых действиях своего полка; с 16.02.1915 — обер-офицер для поручений при штабе 27-го армейского корпуса; в конце 1916 года — в 731-м пехотном Комаровском полку.
За время войны окончил Киевскую военную школу лётчиков-наблюдателей (1916), а также, в чине штабс-капитана, — ускоренные курсы Николаевской академии Генерального штаба (1917); причислен к Генеральному штабу (приказ по ГШ №24 от 28.06.1917).
С лета 1917 служил штаб-офицером в управлении авиации 5-й армии Северного фронта. Последний чин в Российской армии — Генштаба капитан (приказ от 14.09.1917; со старшинством с 19.07.1917).

### Служба в армии Украинской Державы и в армии Украинской Народной Республики
В апреле 1918 года вступил в армию Украинской державы в чине войскового старшины. В ноябре 1918 года занимал должность начальника учебно-мобилизационного отдела штаба 7-й пехотной дивизии.
В ноябре 1918, во время антигетманского мятежа, перешëл на сторону Директории УНР и был назначен начальником штаба 7-й пехотной дивизии армии УНР.
В июле 1919 года — отаман-квартирмейстер Киевской группы войск армии УНР, затем — начальник штаба 4-й Киевской пехотной дивизии Ю. Тютюнника.
В декабре 1919 в составе остатков Надднепрянской армии УНР сдался полякам и был интернирован польскими властями в г. Ровно.
Участник Советско-польской войны на стороне поляков. 
Продолжил службу в частях вновь сформированной украинской армии. Был преподавателем военной школы юнкеров, в марте 1920 года назначен на должность начальника штаба запасной бригады 6-й Сечевой стрелковой дивизии, которая формировалась в Бресте, с мая того же года — начальник штаба 7-й запасной бригады, которая должна была формироваться в Киеве. 7 августа 1920 года стал начальником штаба 3-й Железной дивизии армии УНР. С октября 1920 — полковник. Участвовал в боях против большевиков до осени 1920 года.
В 1921 году был назначен представителем Главного Атамана С. Петлюры при партизанско-повстанческом штабе Юрия Тютюнника. В июне 1921 года в чине полковника был начальником канцелярии штаба Юрия Тютюнника, который планировал со своими отрядами проникнуть на территорию Советской Украины с целью поднять антибольшевистское восстание. Неудачная операция (Второй Зимний поход Армии УНР) была проведена в ноябре 1921 года. Партизанские формирования Юрия Тютюнника, перешедшие польско-советскую границу, были разбиты красноармейскими частями.

### В эмиграции
После завершения боевых действий М. Пересада-Суходольский поселился во Львове (в то время — территория Польской Республики) и с октября 1921 года занимал должность начальника информационно-печатного бюро, созданного из бывших военнослужащих партизанско-повстанческого штаба Ю. Тютюнника. Произведëн в чин генерал-хорунжего армии УНР.
Позже закончил профессионально-техническое училище и работал в производственных кооперативных организациях Западной Украины, в городах Жолква и Бережаны.
Умер и похоронен во Львове на Яновском кладбище.

## Награды
- Ордена Российской империи:
  - Святой Анны IV степени с надписью «За храбрость» (ВП от 07.01.1915)
  - Святого Станислава III степени с мечами и бантом (ВП от 09.07.1915)
  - Святой Анны III степени с мечами и бантом (ВП от 11.11.1915)
  - Святого Станислава II степени с мечами (ВП от 02.12.1916)
- Медали Российской империи:
  - «В память 300-летия царствования дома Романовых» (1913)
- Знаки отличия УНР:
  - Крест Симона Петлюры (в 1930-х годах)

## Память
- В мае 2018 в городе Валки открыто мемориальную доску земляку Пересаде Михаилу Степановичу.